# Городище (Шептицький район)
Городи́ще — село в Україні, у Червоноградській міській територіальній громаді Червоноградського району Львівської області. Населення становить 132 особи (2001).

## Історія

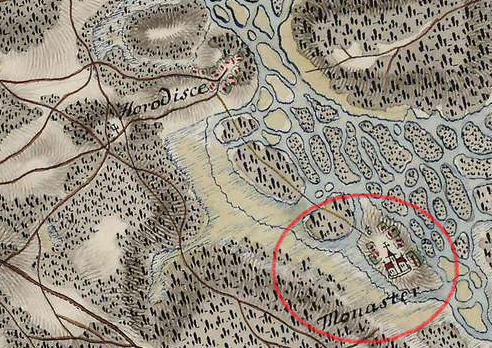
село Городище і давній Васильянський монастир на мапі фон Міга 1780-ті

В Городищі Василіянськім (стара назва села), колись існував монастир. Він виник, ймовірно, в XIV ст., а може й дещо скоріше за княжих часів, перша пам'ятка про нього походить з 1484 р. В XVII ст. згадається в селі жіночий василиянський монастир. У 1767 р. монастир прилучено до Христинопільського і монахів переведено туди.
Стара дерев'яна монастирська церква перетворена в парафіяльну і можливо тоді була перенесена в центр села на 1 км від пд.-сх. де він первісно стояв на одному з островів утвореним мочарами та болотистими островами річки Західного Бугу, на тому місці зараз залишився тільки цвинтар який стояв біля церкви. Вона простояла 279 літ. У 1869 р. за ігумена Ігната Кучинського збудували нову тризрубну одноверху дерев'яну церкву, мальовану, з невеликим іконостасом. Під час першої світової війни вона згоріла (у 1915 р.). На її місці у 1924 р. споруджено теперішню дерев'яну церкву-каплицю, яка стояла зачиненою у 1972—1989 рр.

## Відомі люди
- Білявський Остап — український художник-портретист.
- Гапон Степан Григорович — шахтар, бригадир прохідників шахтобудівного управління № 5 тресту «Укрособвуглемонтаж» міста Червонограда Львівської області. Герой Соціалістичної Праці, депутат Верховної Ради УРСР 5-го скликання.
- Сироїд Оксана Іванівна — віцеспікер Верховної Ради України.